# Cratere Burns
Burns è un cratere d'impatto presente sulla superficie di Mercurio, a 54,14° di latitudine nord e 117,83° di longitudine ovest. Il suo diametro è pari a 43 km.
Il cratere è stato battezzato dall'Unione Astronomica Internazionale in onore del celebre poeta scozzese Robert Burns.